# Sokrati
A Grécia no Festival Eurovisão da Canção 1979 foi representada pela canção Sokrati (alfabeto grego: Σωκράτη , em português: Sócrates interpretada em grego pela cantora Elpida. A canção tinha letra de
Sotia Tsotu, música de Doros Georgiadis e orquestração de Lefteris Halkiadakis.
A canção é um elogio do filósofo Sócrates que é comparado a uma super-estrela na letra da canção. Na letra há uma menção ao tribunal que o forçou a um suicídio, comparando os cidadãos atenienses a Pôncio Pilatos, fazendo referência ao fa(c)to de eles não não terem feito nada para prevenir esta morte.
Elpida foi a sétima a atuar no evento, depois da canção monegasca e antes da canção suíça. No final da votação, recebeu 69 votos e classificou-se em 8º lugar, entre 19 países participantes.